# Békés vármegyei múzeumok listája

Békés vármegye

A Békés vármegyei múzeumok és kiállítóhelyek listája.

## Battonya
- Molnár C. Pál Emlékház[1]

## Békés
- Jantyik Mátyás Múzeum[2]
- Békési Galéria[3]
- Békési Ház[4]
- Iskolamesteri lakás[5]
- Wenckheim-kastély[6]
- Mini Vasúttörténeti Park

## Békéscsaba
- Munkácsy Mihály Múzeum
- Munkácsy Mihály Emlékház
- Szlovák Tájház

## Dévaványa
- Bereczki Imre Helytörténeti Gyűjtemény[7]
- Sterbetz István Túzokvédelmi Látogatóközpont[8]

## Elek
- Cigány Tájház
- Német Tájház
- Román Tájház

forrás:

## Füzesgyarmat
- Tájház[10]
- Szitás Erzsébet Képtár[11]

## Gádoros
- Pongó Emlékház[12]
- Justh Zsigmond emlékkiállítás[13]

## Geszt
- Arany János Irodalmi Emlékház[14]
- Tisza-kastély[15]

## Gyomaendrőd
- Kner Nyomdaipari Múzeum
- Városi Múzeum
- Vidovszky Béla Városi Képtár
- Gyomai tájház és Alkotóház

forrás:

## Gyula
- Gyulai vár
- Gyulai Almásy Kastély Látogatóközpont
- Gyulavári kastély
- Kohán Képtár
- Rádiótörténeti Kiállítás
- Táj-, víz- és fürdőtörténeti bemutatóház
- Ladics ház
- Körösökért Galéria
- Erkel Ferenc Emlékház
- Húsipari Történeti Kiállítás
- Tanyamúzeum
- Gyulai tűs gát bemutatóhely

forrás:

## Kondoros
- Csárdamúzeum[18]

## Körösladány
- Falumúzeum[19]

## Lőkösháza
- Vásárhelyi–Bréda-kastély

## Medgyesegyháza
- Schéner Mihály Emlékház[20]

## Mezőberény
- Bodoki Károly Vízügyi Múzeum[21]
- Orlai Petrics Soma Múzeum[22]

## Mezőkovácsháza
- Helytörténeti kiállítás
- "Egy kultúrház élete" állandó kiállítás

forrás:

## Nagyszénás
- Helytörténeti Múzeum[24]
- Rózsa Galéria[25]
- Hidvégi Béla Világvadász kiállítás[26]

## Orosháza
- Kaáli Autó-motor Múzeum[27]
- Nagy Gyula Területi Múzeum
- Kútmúzeum
- Városi Képtár
- Darvas József Irodalmi Emlékház

forrás:

## Sarkad
- Márki Sándor Múzeum[29]

## Szarvas
- Tessedik Sámuel Múzeum
- Szárazmalom
- Ruzicskay Alkotóház

forrás:
- Mini Magyarország
- Szlovák Tájház[31]

## Szeghalom
- Wenckheim–D’Orsay-kastély
- Sárréti Múzeum és Kiállítóterem[32]

## Tótkomlós
- Tanyamúzeum
- Szlovák Tájház
- Szlovák néprajzi gyűjtemény

forrás:

## Vésztő
- Újkőkori Múzeum[34] (Mágor-puszta)
- Kiállítóhely és képtár[35]

## Kapcsolódó szócikk
- Békés vármegye turisztikai látnivalóinak listája